# Судол
Судол (пол. Sudoł) — гірська річка в Польщі, у Новосондецькому повіті Малопольського воєводства. Права притока Білої, (басейн Балтійського моря).

## Опис
Довжина річки приблизно 4,25 км, найкоротша відстань між витоком і гирлом — 3,59  км, коефіцієнт звивистості річки — 1,19 . Формуєтся багатьма безіменними струмками та частково каналізована.

## Розташування
Бере початок на південних схилах гори Лішкова (562,2 м) на висоті 482 м над рівнем моря на південній околиці села Грудек (гміна Грибів). Тече переважно на північний захід і у селі Біла Ніжна впадає у річку Білу, праву притоку Дунайця.

## Цікаві факти
- У селі Біла Ніжна річку перетинає автошлях  28.
- На лівому березі річки розташована гора Кам'яна.[1]